# Zlaté maliny za rok 1998
Zlaté maliny za rok 1998 byly udělovány 20. března 1999 v Huntley Hotel Garden Room v Santa Monice v Kalifornii nejhorším filmům roku.

## Nominace a vítězové
| Kategorie                                          | Nominace (vítěz tučně) |
| -------------------------------------------------- | --- |
| Nejhorší film                                      | Jak dobýt Hollywood... (Hollywood Pictures)                                                                                             |
| Nejhorší film                                      | Armageddon (Touchstone) |
| Nejhorší film                                      | Mstitelé (Warner Bros.) |
| Nejhorší film                                      | Godzilla (TriStar) |
| Nejhorší film                                      | Spice World (Columbia) |
| Nejhorší herec                                     | Bruce Willis ve filmech Armageddon, Mercury a Stav obležení                                                                             |
| Nejhorší herec                                     | Ralph Fiennes ve filmu Mstitelé |
| Nejhorší herec                                     | Ryan O'Neal ve filmu Jak dobýt Hollywood...                                                                                             |
| Nejhorší herec                                     | Ryan Phillippe ve filmu Klub 54 |
| Nejhorší herec                                     | Adam Sandler ve filmu Vodonoš |
| Nejhorší herečka                                   | Spice Girls ve filmu Spice World |
| Nejhorší herečka                                   | Yasmine Bleeth ve filmu Pivní bratři |
| Nejhorší herečka                                   | Anne Heche ve filmu Psycho |
| Nejhorší herečka                                   | Jessica Lange ve filmu Krevní pouto |
| Nejhorší herečka                                   | Uma Thurman ve filmu Mstitelé |
| Nejhorší herec ve vedlejší roli                    | Joe Eszterhas ve filmu Jak dobýt Hollywood...                                                                                           |
| Nejhorší herec ve vedlejší roli                    | Sean Connery ve filmu Mstitelé |
| Nejhorší herec ve vedlejší roli                    | Roger Moore ve filmu Spice World |
| Nejhorší herec ve vedlejší roli                    | Joe Pesci ve filmu Smrtonosná zbraň 4                                                                                                   |
| Nejhorší herec ve vedlejší roli                    | Sylvester Stallone ve filmu Jak dobýt Hollywood...                                                                                      |
| Nejhorší herečka ve vedlejší roli                  | Maria Pitillo ve filmu Godzilla |
| Nejhorší herečka ve vedlejší roli                  | Ellen Albertini Dow ve filmu Klub 54 |
| Nejhorší herečka ve vedlejší roli                  | Jenny McCarthy ve filmu Pivní bratři |
| Nejhorší herečka ve vedlejší roli                  | Liv Tyler ve filmu Armageddon |
| Nejhorší herečka ve vedlejší roli                  | Raquel Welch ve filmu Ředitel společnosti                                                                                               |
| Nejhorší pár na plátně                             | Leonardo DiCaprio, jako královská dvojčata ve filmu Muži se železnou maskou                                                             |
| Nejhorší pár na plátně                             | Ben Affleck a Liv Tyler ve filmu Armageddon                                                                                             |
| Nejhorší pár na plátně                             | "Jakékoliv dvě postavy, části těl nebo módní doplňky" ve filmu Spice World                                                              |
| Nejhorší pár na plátně                             | "Kdokoliv, kdo v Jak dobýt Hollywood... hraje sebe nebo si hraje se sebou"                                                              |
| Nejhorší pár na plátně                             | Ralph Fiennes a Uma Thurman ve filmu Mstitelé                                                                                           |
| Nejhorší prequel, remake, rip-off nebo pokračování | Mstitelé (Warner Bros.) |
| Nejhorší prequel, remake, rip-off nebo pokračování | Godzilla (TriStar) |
| Nejhorší prequel, remake, rip-off nebo pokračování | Psycho (Universal) |
| Nejhorší prequel, remake, rip-off nebo pokračování | Ztraceni ve vesmíru (New Line Cinema)                                                                                                   |
| Nejhorší prequel, remake, rip-off nebo pokračování | Seznamte se, Joe Black(Universal) |
| Nejhorší režie                                     | Gus Van Sant za film Psycho |
| Nejhorší režie                                     | Michael Bay za film Armageddon |
| Nejhorší režie                                     | Jeremiah S. Chechik za film Mstitelé |
| Nejhorší režie                                     | Roland Emmerich za film Godzilla |
| Nejhorší režie                                     | Alan Smithee za film Jak dobýt Hollywood...                                                                                             |
| Nejhorší scénář                                    | Jak dobýt Hollywood..., napsal Joe Eszterhas                                                                                            |
| Nejhorší scénář                                    | Armageddon, scénář Jonathan Hensleigh a J. J. Abrams, příběh Robert Roy Pool a Jonathan Hensleigh, adaptace Tony Gilroy a Shane Salerno |
| Nejhorší scénář                                    | Mstitelé, napsal Don MacPherson, založený na television series vytvořil Sydney Newman                                                   |
| Nejhorší scénář                                    | Godzilla, scénář Dean Devlin a Roland Emmerich, námět Roland Emmerich, Dean Devlin, Ted Elliott a Terry Rossio                          |
| Nejhorší scénář                                    | Spice World, námět Kim Fuller a Spice Girls                                                                                             |
| Nejhorší nová hvězda                               | Joe Eszterhas ve filmu Jak dobýt Hollywood...                                                                                           |
| Nejhorší nová hvězda                               | Jerry Springer ve filmu Pán ringu |
| Nejhorší nová hvězda                               | Barney ve filmu Barneyho velká dobrodružství                                                                                            |
| Nejhorší nová hvězda                               | Carrot Top ve filmu Chairman of the Board                                                                                               |
| Nejhorší nová hvězda                               | The Spice Girls ve filmu Spice World'                                                                                                   |
| Nejhorší filmová píseň                             | "I Wanna Be Mike Ovitz!" z Jak dobýt Hollywood..., napsal Joe Eszterhas a Gary G-Wiz                                                    |
| Nejhorší filmová píseň                             | "Barney, the Song" z Barney, napsal Jerry Herman                                                                                        |
| Nejhorší filmová píseň                             | "I Don't Want to Miss a Thing" z Armageddon, napsal Diane Warren (jako Oscarová nominace)                                               |
| Nejhorší filmová píseň                             | "Storm" z Mstitelé, napsali Bruce Woolley, Chris Elliott, Marius deVries, Betsy Cook a Andy Caine                                       |
| Nejhorší filmová píseň                             | "Too Much" z Spice World, napsali Spice Girls, Andy Watkins, a Paul Wilson                                                              |